# Svensktoppen 1988
Svensktoppen 1988 är en sammanställning av de femton mest populära melodierna på Svensktoppen under 1988.
Populärast var Allt som jag känner av Tommy Nilsson och Tone Norum. Allt som jag känner fick sammanlagt 7171 poäng under 35 veckor.
Populärast från årets melodifestival var Tommy Körbergs vinnarbidrag Stad i ljus, som fick 2554 poäng under 9 veckor. Andra populära bidrag var 100% och Om igen.
Populäraste artisten var Lotta Engberg som fick med två låtar på årssammanfattningen; 100% (med Triple & Touch) och Ringar på vatten (med Haakon Pedersen).

## Årets Svensktoppsmelodier 1988
| Nr | Artist                          | Titel                    | Poäng | Antal veckor |
| -- | ------------------------------- | ------------------------ | ----- | ------------ |
| 1  | Tommy Nilsson & Tone Norum      | Allt som jag känner      | 7171  | 35           |
| 2  | Björn Skifs                     | Akta dej                 | 3223  | 19           |
| 3  | Wizex                           | Mjölnarens Iréne         | 2887  | 15           |
| 4  | Mauro Scocco                    | Sarah                    | 2782  | 11           |
| 5  | Tommy Körberg                   | Stad i ljus              | 2554  | 9            |
| 6  | Stefan Borsch                   | Den lilla fågeln         | 2337  | 16           |
| 7  | Lars Berghagen                  | Till Stockholms skärgård | 2150  | 15           |
| 8  | Lotta Engberg & Triple & Touch  | 100%                     | 2129  | 10           |
| 9  | Lena Philipsson                 | Om igen                  | 2049  | 12           |
| 10 | Maritza Horn                    | Lyssna till ditt hjärta  | 1969  | 14           |
| 11 | Magnus Uggla                    | Ska vi gå hem till dig   | 1959  | 13           |
| 12 | Lotta Engberg & Haakon Pedersen | Ringar på vatten         | 1883  | 13           |
| 13 | Triad                           | Tänd ett ljus            | 1744  | 7            |
| 14 | Lili & Susie                    | Bara du och jag          | 1736  | 11           |
| 15 | Orup & Karin Wistrand           | Stanna hos dej           | 1726  | 10           |